# 2011年アンチセック作戦
アンチセック作戦（英 Operation AntiSec）は、2011年にアノニマスというハッキンググループと、ラルズセック（LulzSec）というハッキンググループのそれぞれのメンバーと、作戦の発表に触発された他の連中によって行われた一連のサイバー攻撃である。

## 経緯
2011年6月20日、ラルズセック（LulzSec）は、この作戦の最初の攻撃をイギリスの重大組織犯罪局（SOCA）に対して行った。その直後にアリゾナ州の公安のサーバから取得した情報を流出させた

。
2011年6月22日、LulzSecBrazilと自らを呼ぶグループの分派は、ブラジルの政府とエネルギー会社ペトロブラスに属する多数のWebサイトに対して攻撃を放った

。
2011年6月27日、アノニマスは、この作戦の最初の成果をリリースした。それは、
アメリカ合衆国国土安全保障省（DHS）とアメリカ合衆国連邦緊急事態管理庁（FEMA）が実行するサイバーテロ対策プログラムから得たものであった
。
アノニマスは、アリゾナ州政府への攻撃を続けた。また、彼らはブラジル、ジンバブエおよびチュニジアの政府に対する攻撃を開始した。アノニマスは、その後、大企業、北大西洋条約機構（NATO）および様々な米国の法執行機関のWebサイトを攻撃した。アノニマスは、様々な運動に勝手に寄付するために警察官から盗んだクレジットカード番号を使用している。
ラルズセック（LulzSec）はグループとしての終結を宣言していたが、7月18日、彼らはイギリスの新聞『ザ・サン』紙と『タイムズ』紙の両Webサイトを侵害するために活動を再開した。
「新聞社のオーナであるルパート・マードックが死亡した」という偽のニュース記事を投稿した
。
他のグループも「アンチセック作戦」の名のもとに参画した。これにはフォックスニュースのTwitterアカウントにアメリカ合衆国大統領バラク・オバマの暗殺や、各国の政府機関のWebサイトや攻撃についての偽のニュース記事を投稿する事件が含まれる。参加したグループは、取扱いに注意を要する政府や企業の情報のほか、Webサイトのユーザの電子メールアドレス、名前、社会保障番号、およびクレジットカード番号を公開してしまった。
法執行機関は、「アンチセック作戦」の一環として実行された攻撃の多くについての捜査を開始した。
7月20日、作戦に関連する活動の容疑で少なくとも7人を逮捕した。その中にはラルズセック（LulzSec）のメンバー2人と、ラルズセック（LulzSec）にセキュリティ上の脆弱性情報を提供した1人と、作戦に触発されたグループであるAntiSec NLのメンバー4人が含まれる
。